# Вардунас, Владимир Аркадьевич
Владимир Аркадьевич Вардунас (26 мая 1957, Ленинград — 28 декабря 2010, Санкт-Петербург) — советский и российский кинодраматург.

## Биография
Родился в семье военнослужащего. Отец — Аркадий Петрович, военный юрист, мать — Светлана Григорьевна, детский врач-стоматолог. Дед Пётр Осипович Саулин (настоящая фамилия Куркулис) был литовским революционером, писателем-натуралистом и членом Союза писателей СССР, а также врачом-гомеопатом, получившим образование в США и составившим популярный самиздатовский справочник «Гомеопатическая терапия». Благодаря деду потомкам досталась фамилия-псевдоним Вардунас, в переводе с литовского означающая именитый, известный.
Занимался в Ленинградском театре юношеского творчества (ТЮТ) с 1970 по 1974 год. В 1979 году закончил Ленинградский институт культуры (факультет кинофоторежиссуры). Отслужив в рядах Советской Армии, поступил на Высшие курсы сценаристов и режиссёров в сценарную мастерскую В. И. Соловьева и Э. П. Барабаш ), которые окончил в 1986 году.
Владимир Вардунас — автор более 100 сценариев к кинофильмам и телевизионным сериалам, многие из которых стали знаковыми в отечественном кинематографе. Короткометражный фильм «Счастливо оставаться», «Праздник Нептуна», «Фонтан», «Окно в Париж», «Анекдоты», «Чича», «Летучий Голландец», «Легенда о Тампуке», «Конвой PQ-17», «Фаворит», «Александр. Невская битва», «Укрощение строптивых», «Горько», «Сенсация», «Тимур и его коммандос», «Не думай про белых обезьян», «Что сказал покойник», «Воспоминания о Шерлоке Холмсе» — лишь те немногие фильмы, которые хорошо известны российскому зрителю.
Работал с Тонино Гуэрра, с такими режиссёрами, как Игорь Масленников и Дмитрий Светозаров на «Ленфильме». Сотрудничал с кинорежиссёром Юрием Маминым, кинодраматургом Игорем Агеевым. Был близким другом Андрея Краско, которого знал практически с младенчества.
Лауреат престижных премий кинофестивалей, член Союза кинематографистов России с 1986 года, член академии кинематографических искусств «Ника». Являлся мастером сценарного курса Санкт-Петербургского университета кино и телевидения.
Был православным верующим. Многие годы его духовным отцом был настоятель Серафимовского Храма в Санкт-Петербурге отец Василий, соратник патриарха Алексия.
Скончался 28 декабря 2010 года после инсульта, похоронен на мемориальном кладбище в Комарове.

## Фильмография

### Сценарии
- 1986 — Праздник Нептуна (режиссёр Юрий Мамин)
- 1987 — Счастливо оставаться! (короткометражный фильм)
- 1987 — В поисках выхода
- 1988 — Фонтан (режиссёр Юрий Мамин)
- 1990 — Анекдоты (режиссёр Виктор Титов)
- 1991 — Летучий голландец
- 1991 — Чича
- 1992 — Окно в Париж (режиссёр Юрий Мамин)
- 1993 — Сенсация (режиссёр Борис Горлов)
- 1996 — Театр Чехонте. Картинки из недавнего прошлого (фильм-спектакль; режиссёр Игорь Масленников)
- 1997 — «Тайна Марчелло» (сценарий Тонино Гуэрра, Владимир Вардунас. Фильм не был завершен из-за смерти Марчелло Мастроянни)
- 1998 — Горько! (режиссёр Юрий Мамин)
- 1998 — Улицы разбитых фонарей
- 1998 — Что сказал покойник (сериал по мотивам повести И. Хмелевской; режиссёр Игорь Масленников)
- 1998 — 2001 — Агент национальной безопасности 1-3 сезоны 36 серий Начиная со Свет Истины до Сутенёра (телесериал) (3 сезона 36 первых серий, в соавторстве с И. Агеевым; режиссёр Дмитрий Светозаров, Виталий Аксёнов, Андрей Черных, Эрнест Ясан, Игорь Москвитин, Андрей Кравчук, продюсеры Кирилл Капица, Александр Устинов, Ольга Манеева операторы Александр Устинов и Иван Багаев и композитор Андрей Сигле)
- 2000 — Воспоминания о Шерлоке Холмсе (телесериал)
- 2002 — Русские страшилки (18 серий, телесериал; режиссёр Юрий Мамин)
- 2003 — Бандитский Петербург. Фильм 4. Арестант (телесериал)
- 2003 — Бандитский Петербург. Фильм 6. Журналист (телесериал)
- 2004 — Легенда о Тампуке (телесериал)
- 2004 — Тимур и его коммандос (режиссёр Игорь Масленников)
- 2004 — Конвой PQ-17 (8 серий, по мотивам романа В. Пикуля)
- 2005 — Фаворит (по мотивам романа В. Пикуля)
- 2006 — Белая лошадь (12 серий, сериал; в соавторстве с Игорем Вардунасом)[источник не указан 4269 дней]
- 2007 — Аэлита (фильм, 2007) (по мотивам романа А. Н. Толстого; в соавторстве с Игорем Вардунасом)[источник не указан 4269 дней]
- 2008 — Александр. Невская битва
- 2008 — Не думай про белых обезьян (режиссёр Юрий Мамин)
- 2009 — Укрощение строптивых
- 2010 — «Августейший посол» (сериал)
- 2010 — «Окно в Париж 2010» (подготовительный период)

## Награды
- 1986 — фильм «Праздник Нептуна», главный приз XXXI МКФ Мангейме, «Золотой дукат»; 111-м МКФ Габрово — гран-при; приз за лучший сценарий (Москва). Свыше 10 главных призов на отечественных кинофестивалях.
- 1987 — фильм «Счастливо оставаться», 34-й МКФ в Оберхаузене, приз за лучший фильм. 5-й МКФ, короткометражный фильм в Западном Берлине, гран-при.
- 1988 — фильм «Фонтан», 1-й МКФ Одессе, главный приз «Золотой Дюк», приз киноклубов, приз критики, МКФ комедийных фильмов в Вене (1989), главная премия «Золотая трость». МКФ Сан-Рено, специальная премия 1989 г. МКФ комедийных фильмов «Габрово-89», главный приз «Чарли Чаплин». МКФ Лас-Вегасе, Гран-при (1990). 1-й МКФ комедийных фильмов в Торремолиносе (Испания), «Серебряная ладья». Конкурс профессиональных премий киностудии «Ленфильм» и Ленинградского отделения союза кинематографистов (премия им. А. Пиотровского за лучший сценарий).
- 1991 — конкурс профессиональных премий киностудии «Ленфильм» и Ленинградского отделения союза кинематографистов (премия им. А. Пиотровского за лучший сценарий, фильм «Чича»).
- 1992 — «Окно в Париж», фильм удостоен ряда наград и главных призов на МКФ, премия — грант Сороса.
- 2001 — конкурс СПС на лучший сценарий (спонсорская премия телеканала СТС за лучший сценарий фильма, фильм «Тимур & его коммандос»).
- 2008 — на 30-м МКФ «Не думай про белых обезьян» был представлен вне конкурса, приз Международного жюри федерации киноклубов «Лучший фильм отечественного производства». Гран-при Международного жюри 15-го МКФ в Рабате. Приз экспертного совета и прессы «За новаторство и оригинальное решение в жанре комедии» на фестивале «Улыбнись, Россия» (2008).
- 2009 — «На краю причала», «Лучший европейский фильм» на МКФ в Лондоне.